# Třída Dakar
Třída Dakar je lodní třída perspektivních konvenčních ponorek Izraelského námořnictva. Celkem je plánována stavba tří jednotek této třídy. Ponorky nové generace ve službě nahradí trojici ponorek první série třídy Dolphin.

## Stavba
Ponorky vyvíjí tradiční dodavatel izraelského námořnictva, německá loděnice ThyssenKrupp Marine Systems (TKMS). Oproti předcházející třídě Doplhin se jedná o zcela novou konstrukci.

## Konstrukce
Podrobnosti o konstrukci ponorek nebyly zveřejněny. Server Covert Shores upozornil, že dle oficiální vizualizace bude mít ponorka neobvykle rozměrnou věž, což může nasvědčovat schopnosti nést balistické rakety. Dalším vysvětlením může být uložení jiných typů řízených střel, popřípadě bezpilotních prostředků. Novinkou budou rovněž hloubková kormidla uspořádaná do X.